# Je vous emmène
Je vous emmène est le premier album de Christophe Mali sorti en 2006 sous le label Columbia.
Christophe Mali conjugue sur cet album ses dix années d'expérience avec le groupe Tryo et des influences laissées par Thomas Fersen ou Jacques Higelin.

## Liste des titres
| No  | Titre                                  | Durée |
| --- | -------------------------------------- | ----- |
| 1.  | Kerling Square                         | 4:08  |
| 2.  | Le Premier Amour                       | 2:47  |
| 3.  | Le Curé de ma chapelle                 | 3:41  |
| 4.  | Jeune homme                            | 4:21  |
| 5.  | Laissez-moi                            | 3:29  |
| 6.  | L'Absence de toi                       | 5:07  |
| 7.  | Lili                                   | 2:33  |
| 8.  | Les Maldives                           | 4:31  |
| 9.  | Rose des sables (avec Tryo)            | 5:08  |
| 10. | Sans amour                             | 4:55  |
| 11. | On s'en fout (avec Les Fils de Teuhpu) | 3:57  |
| 12. | Le Prêcheur de l'authenticité          | 3:20  |
| 13. | Caméléon                               | 5:39  |